# Joan Baptista Guivernau i Sans
Joan Baptista Guivernau i Sans (Barcelona, 1909-2001) fou un ceramista tradicional que va col·laborar en la recuperació entorn dels anys 1950 de la ceràmica catalana d'iconografia d'oficis i sants per ornamentar alguns elements importants de les cases o dels carrers.

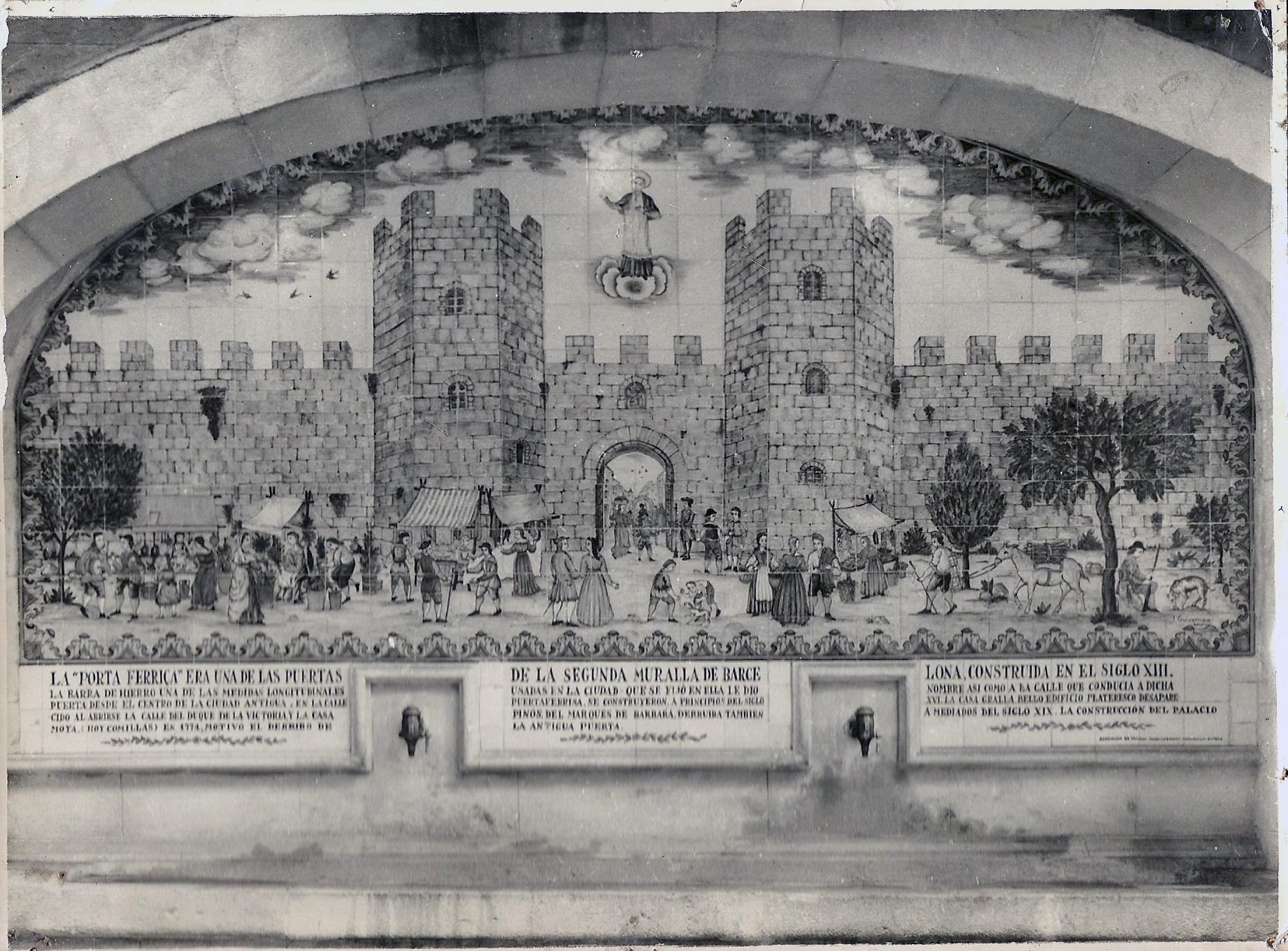
Font de Portaferrissa, inaugurada durant la Festa Major de Barcelona de 1959

A Barcelona hi destaca el plafó de la font de la Portaferrissa, realitzat per commemorar la Festa Major de Barcelona de l'any 1959. També s'hi pot destacar els plafons de rajoles del Poble Espanyol de Barcelona o els del Museu Marítim i el Museu d'Història de Barcelona (MUHBA), aquest darrer relatiu a la Processó del Corpus i inspirat en les Rajoles dels oficis
També es pot trobar obra seva a Montserrat, al lateral de l'entrada del monestir s'hi pot admirar un enorme plafó de la Verge de Montserrat, on diàriament els peregrins hi dipositen les llums votives. Al camí dels Artistes de Montserrat també s'hi poden veure molts plafons dedicats a les diferents verges i santes patrones de molts pobles de Catalunya. Al Museu de Premià de Dalt també s'hi conserven algunes obres seves.
Tot plegat va fer que el seu taller adquirís prestigi, resultant premiat nombroses vegades per la seva mestria. A partir de 1941 celebrà diferents exposicions a Barcelona. Una altra de les tasques del seu taller va ser la restauració d'obres antigues, així com rellotges de sol.
El seu estil es reconeix fàcilment pel tractament de la perspectiva, ja que les figures sempre es contextualitzen en un fons de paisatge amb elements arquitectònics al·lusius al personatge central. Paral·lelament, utilitza colors ocres i tonalitats diverses de blaus i verds. El motiu dels núvols blaus amb forma de flors es repeteix en gairebé tota la seva obra.